# Citroën Saxo

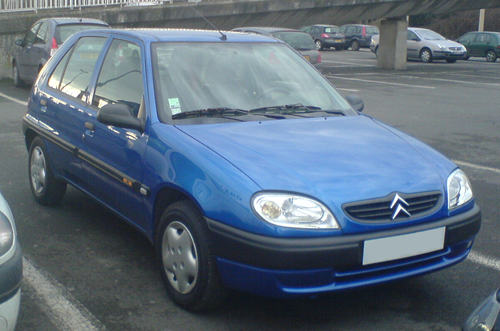
Citroën Saxo, facelift

De Citroën Saxo is een compacte personenauto die door Citroën werd geproduceerd van 1996 tot 2004. De Saxo is een kleine hatchback en werd voornamelijk in Europa verkocht. De Saxo werd in Japan verkocht als Citroën Chanson. De auto heeft veel technische overeenkomsten met de Peugeot 106. Het interieur is wel door Citroën ontworpen.
Er zijn verschillende modellen en uitvoeringen van de Saxo geweest, zoals onder andere de First, Desire, Exclusive, Ben en Furio. 
Dan was er nog de sportieve Saxo VTS/R (Vitesse Tres Sportif/Rapide).
De VTS uitvoeringen van de Saxo met onder andere een bodykit, half lederen interieur en elektrisch pakket maakte van deze stadsauto een ware "hothatch". Deze uitvoering werd geleverd met twee verschillende motoren. Een 1.4 8v (75pk) en 1.6 8v (90pk en 98pk) Waarvan de 98pk versie een topsnelheid heeft van over de 185 km/u en een acceleratie van 7,7 s/100. Een van de redenen van de vlotte acceleratie is dat de 8v en de 16v in de 2de versnelling de 100 km/u kan behalen. Andere auto's zoals de Peugeot 106 moeten hiervoor naar de 3de versnelling schakelen. De vijfdeurs uitvoering werd onder de naam 1.4i SX Tropic geleverd.
Latere uitvoeringen waren, met een 118 respectievelijk 120 pk sterke 1.6 16-kleppen motor, topsnelheid van over de 205 km/u en acceleratie van 7,7 s/100 competitief t.o.v. de AX GTi. Wat maakt dat de Saxo VTS 16v nog steeds een zeer snelle auto is.

Aan het begin van 2002 was het einde in zicht voor de Saxo. De ruimere en praktische Citroën C3 trok veel kopers, en de verkopen van de Saxo daalden aanzienlijk. In 2003 werd de productie gestaakt toen ook de Citroën C2 verkrijgbaar werd. Nog steeds is de Saxo VTS een geliefde auto in de tuningswereld. 

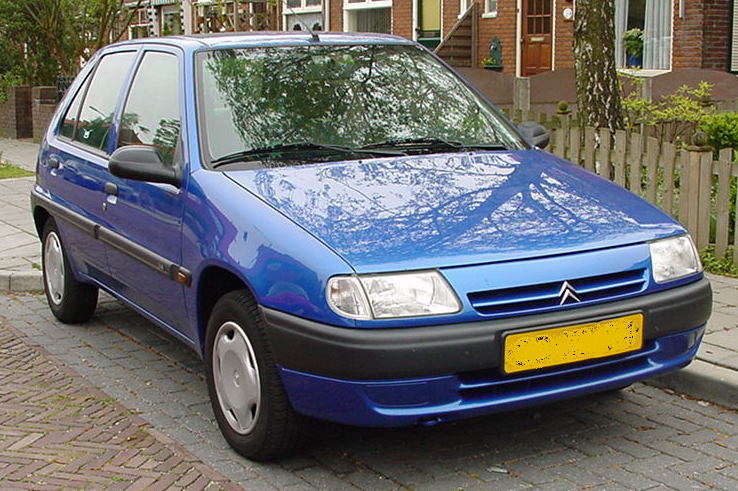
Citroën Saxo, 1997, 5 deurs

De auto is twee keer gewijzigd in 1998 en in 2000. 
In 1998 waren er speciale uitvoeringen de East Coast in Engeland, in Frankrijk was dat de BIC (fabrikant van pennen) en in Nederland 538. De Saxo's waren te herkennen aan hun felle kleuren, Oranje/geel, rood,groen en blauw.

## Citroën Saxo Electrique
In 1997 introduceerde Citroën de Saxo Electrique, welke een model is dat een volledig elektrische aandrijflijn heeft. Dit model deelt de techniek van de Peugeot 106 Electrique. De Citroën Saxo Electrique beschikt over een nikkel-cadmium-accupakket van twintig 6 volt batterijen. Met deze capaciteit heeft dit voertuig een actieradius van 65 tot 100 kilometer.

De Saxo Electrique heeft een topsnelheid van 91 km/h, een maximaal vermogen van 20 kW of 27 DIN pk, en 127 Nm koppel bij 0-1600 tpm. De nieuwprijs in 2000 bedroeg ƒ 59.385. Het accupakket heeft een verwachte levensduur van 100.000 kilometer, waarna het vervangen dient te worden. Citroën bracht ƒ 22.384 in rekening voor de vervanging.

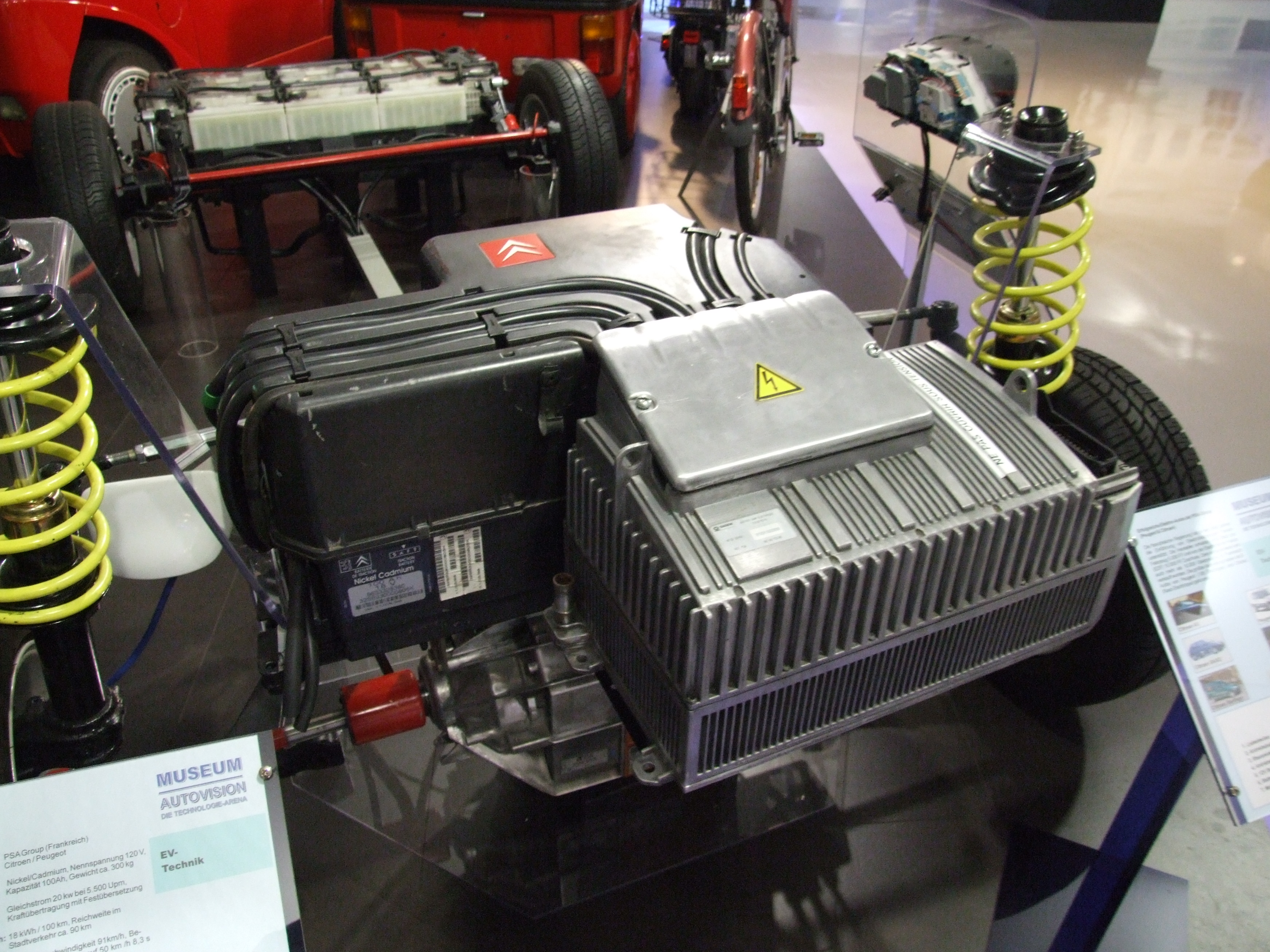
Groupe PSA ZAA elektromotor
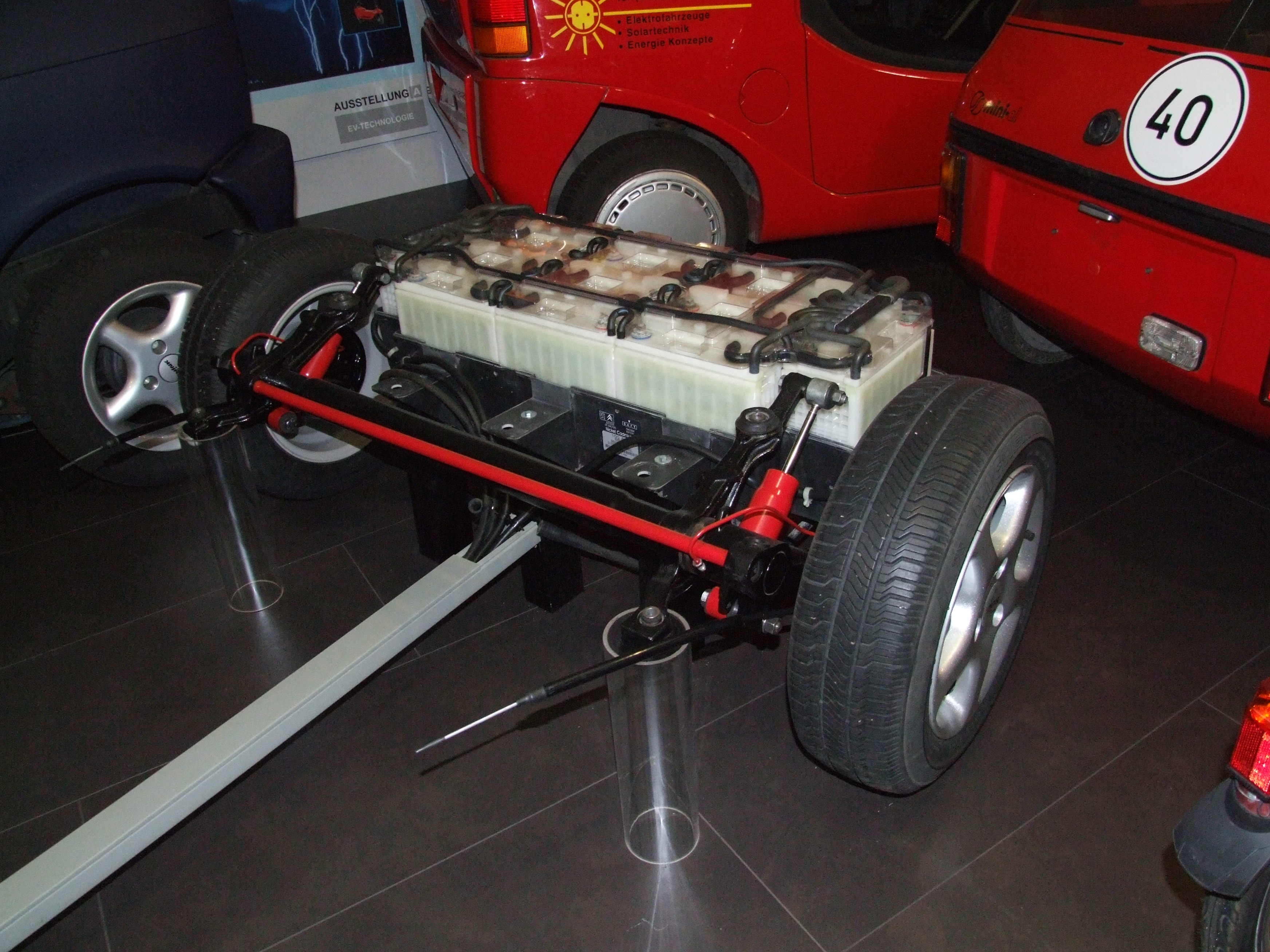
Nikkel-cadmium-accupakket